# Помело (дерево)
Поме́ло (Citrus maxima або Citrus grandis) — вічнозелена рослина, дерево роду цитрус (Citrus) і його плід, блідо-зеленого або жовтого кольорів, за розміром більший за грейпфрут. 
Вага плоду, солодкого на смак, може сягати кількох кілограмів, діаметр — до 30 сантиметрів. Вважаються придатними для вживання в їжу не тільки дольки, а й м'якоть і шкірка, яка не така гірка, як у інших цитрусових. 
Від грейпфрута помело відрізняється більшими волокнами і солодшим смаком. На побутовому рівні вважається, що помело — сорт грейпфрута, однак генетики вважають, що грейпфрут — видозмінений нащадок помело. 
Є джерелом вітамінів А, В і С, а також кальцію, фосфору і харчової клітковини. 2 часточки помело = 30 калорій. Сезон помело в Таїланді триває з липня по вересень.

## Походження
Батьківщиною помело вважається Малайський архіпелаг на південному сході Азії. В дикому вигляді зустрічається на річкових берегах Тонги, Фіджі і Гаваях. В наш час[коли?] активно вирощується в південному Китаї, Таїланді, Тайвані, Бангладеші, на півдні Японії, у В'єтнамі, Індії, Індонезії, М'янмі, Новій Гвінеї та на островах Таїті. Сортові рослини помело культивуються також в Ізраїлі та на Середземномор'ї, в країнах Карибського басейну та у Південній Африці, в США — в Аризоні, Каліфорнії, Флориді та Техасі.

### Спорідненість

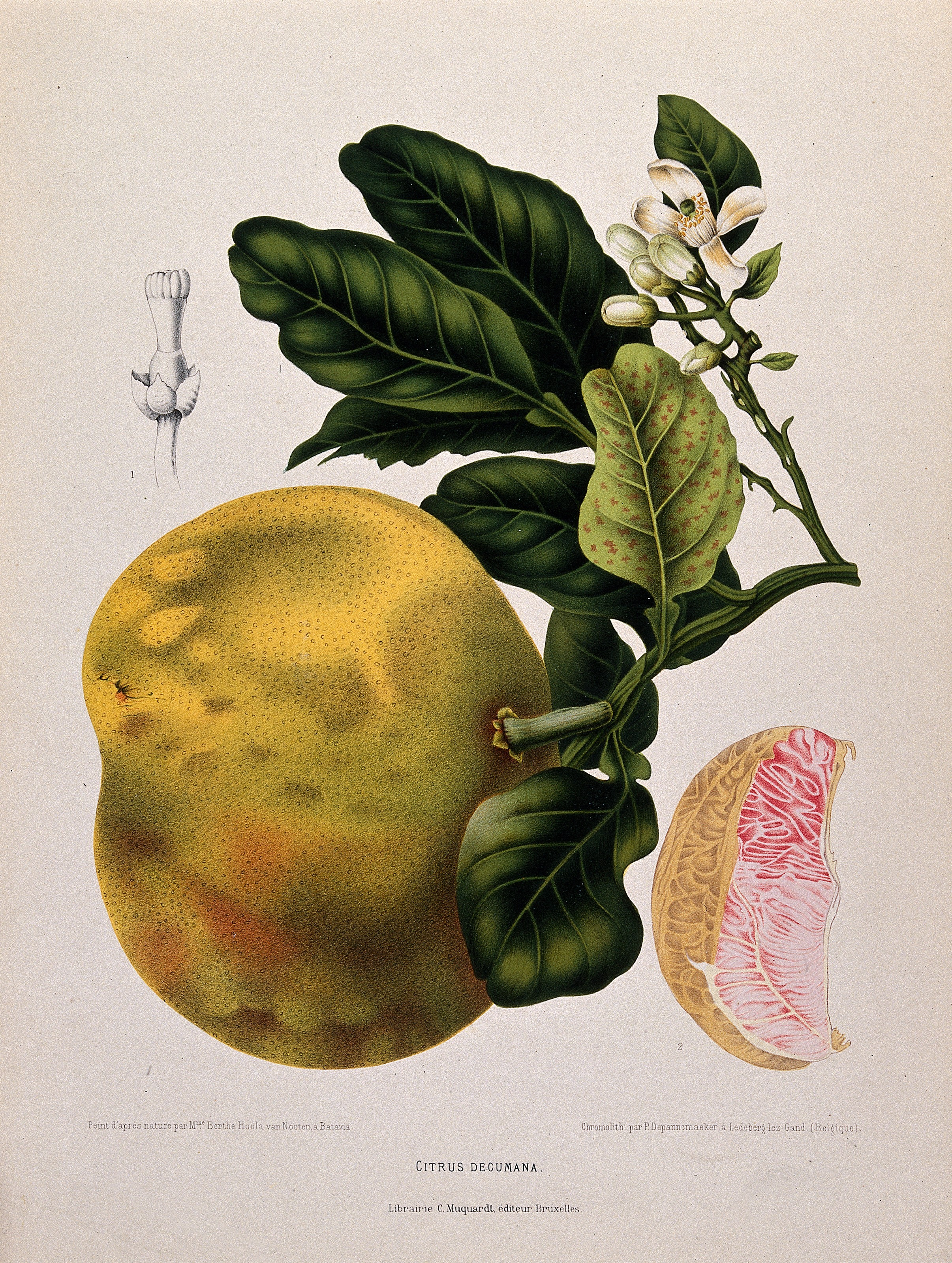
Квітуча та плодоносна гілка, хромолітографія П. Депаннемакера, бл. 1885

Помело має важливе ботанічне значення як один із трьох основних диких предків кількох культивованих гібридних видів Цитрусових, включаючи гіркий апельсин та грейпфрут; і опосередковано також лимона, солодкого апельсина та деяких видів мандаринів. Солодкий апельсин є природним гібридом між помело та мандарином, де помело є більшим і твердішим з двох. Спочатку вважалося, що грейпфрут є природним гібридом помело та мандарина; однак, аналіз геному показує, що насправді це зворотний гібрид між помело та солодким апельсином, бо 63% геному грейпфрута походить від помело. Гіркий апельсин є гібридом дикого мандарина та помело; своєю чергою, лимон є гібридом гіркого апельсина та цитрона, тобто культивовані лимони мають деяке походження від помело. Крім того, відбувалася повторна інтрогресія генів помело як у ранні культивовані гібридні мандарини, так і в пізніші сорти мандаринів, останні також включають гібридизацію з солодким апельсином. Таким чином, гени помело містяться в багатьох видах культивованих Цитрусових.

Помело є одним із диких предків культивованих видів Цитрус, включаючи гіркий апельсин та грейпфрут, і опосередковано також лимона, солодкого апельсина та деяких видів мандаринів.

## Назва
Слово поме́ло походить від англійських слів pomelo, pumelo, pummelo іноді й pumello, які в свою чергу походять від данського слова pompelmoes — помпе́льмус, тобто грейпфрут. Помело іноді називають ше́ддоком, на честь англійського капітана Шеддока (англ. Shaddock), який завіз насіння рослини з Малайського архіпелагу на Барбадос та Ямайку в XVII столітті. Ця назва дійшла до наших часів завдяки роботам Ганса Слоуна (1696, 1707), який одним з перших описав рослину та навів ілюстрацію плоду та гілки з листям.
Згідно з іншими джерелами вперше описав помело як Citrus grandis Osbeck в 1696 році ботанік Леонард Плукенет, щоправда, він разом із Гансом Слоуном був одностайним у використанні назви шеддок. Сучасна назва по́мело (тоді з наголосом на першому складі) була започаткована помологічним товариством США за підтримки департаменту сільського господарства США.

## Як їжа

### Поживна цінність
| Помело, сире Харчова цінність в 100 г продукту |          |
| --- | -------- |
| Енергетична цінність 38 ккал / 159 кДж |          |
| \| Вода \| 89 g \| \| Білки \| 0.76 g \| \| Жири \| 0.04 g \| \| Вуглеводи \| 9.62 g \| \| \| \| \| Тіамін (B1) \| 0.034 мг \| \| Рибофлавін (B2) \| 0.027 мг \| \| Ніацин (B3) \| 0.22 мг \| \| Піридоксин (B6) \| 0.036 мг \| \| Аскорбінова кислота (віт. С) \| 61 мг \| \| \| \| \| Залізо \| 0.11 мг \| \| Магній \| 6 мг \| \| Фосфор \| 17 мг \| \| Калій \| 216 мг \| \| Натрій \| 1 мг \| \| Цинк \| 0.08 мг \| \| \| \| |          |
| Посилання на запис бази даних USDA Джерело: USDA Nutrient database |          |
| Вода | 89 g     |
| Білки | 0.76 g   |
| Жири | 0.04 g   |
| Вуглеводи | 9.62 g   |
| |          |
| Тіамін (B1) | 0.034 мг |
| Рибофлавін (B2) | 0.027 мг |
| Ніацин (B3) | 0.22 мг  |
| Піридоксин (B6) | 0.036 мг |
| Аскорбінова кислота (віт. С) | 61 мг    |
| |          |
| Залізо | 0.11 мг  |
| Магній | 6 мг     |
| Фосфор | 17 мг    |
| Калій | 216 мг   |
| Натрій | 1 мг     |
| Цинк | 0.08 мг  |
| |          |

 Сира м'якоть помело містить 89% води, 10% вуглеводів, 1% білків та незначну кількість жирів. 100 грамів продукту забезпечують 159 кілоджоулів (38 кілокалорій) харчової енергії і багаті на вітамін C (68% добової норми), без інших мікроелементів у значній кількості (таблиця).

### Кулінарне використання
М'якоть і сік їстівні, а шкірка використовується для приготування консервів або може бути зацукрована. У Бразилії зовнішня частина шкірки використовується для приготування солодкого варення, тоді як губчаста серцевина шкірки викидається. У Шрі-Ланці його часто їдять як десерт, іноді посипаючи цукром. У великій частині Південно-Східної Азії, де помело є місцевим фруктом, його зазвичай їдять як десерт, посипаючи сіллю або вмочуючи в соляну суміш, або роблять салати. На Філіппінах з помело та ананасового соку готують рожевий напій.

Фрукт міг бути завезений до Китаю близько 100 року до н.е. У Східній Азії, особливо в кантонській кухні, тушкована серцевина помело використовується для приготування страв із високим вмістом клітковини та низьким вмістом жиру.

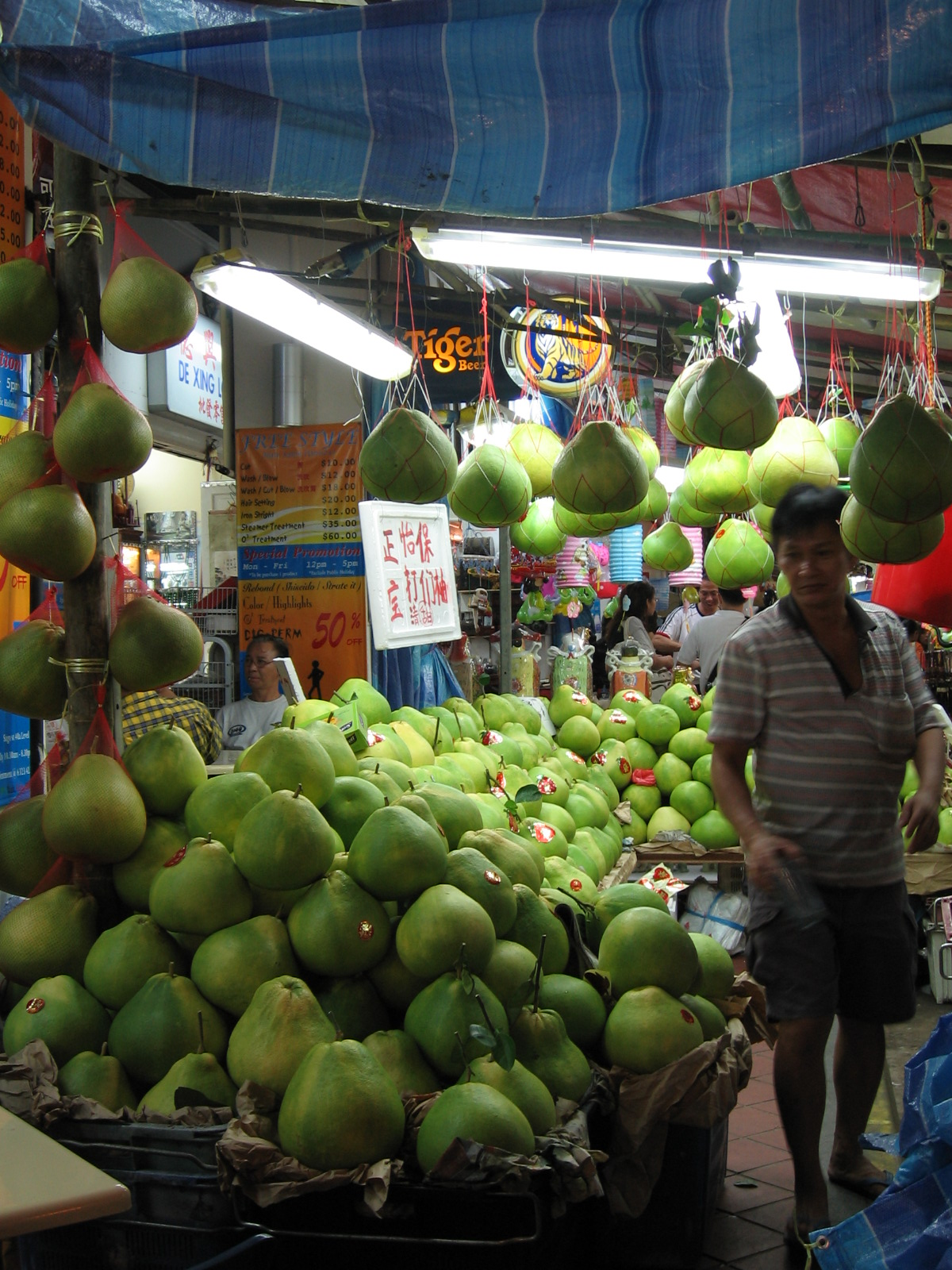
Помело з Іпоха на продаж у Сінгапурі
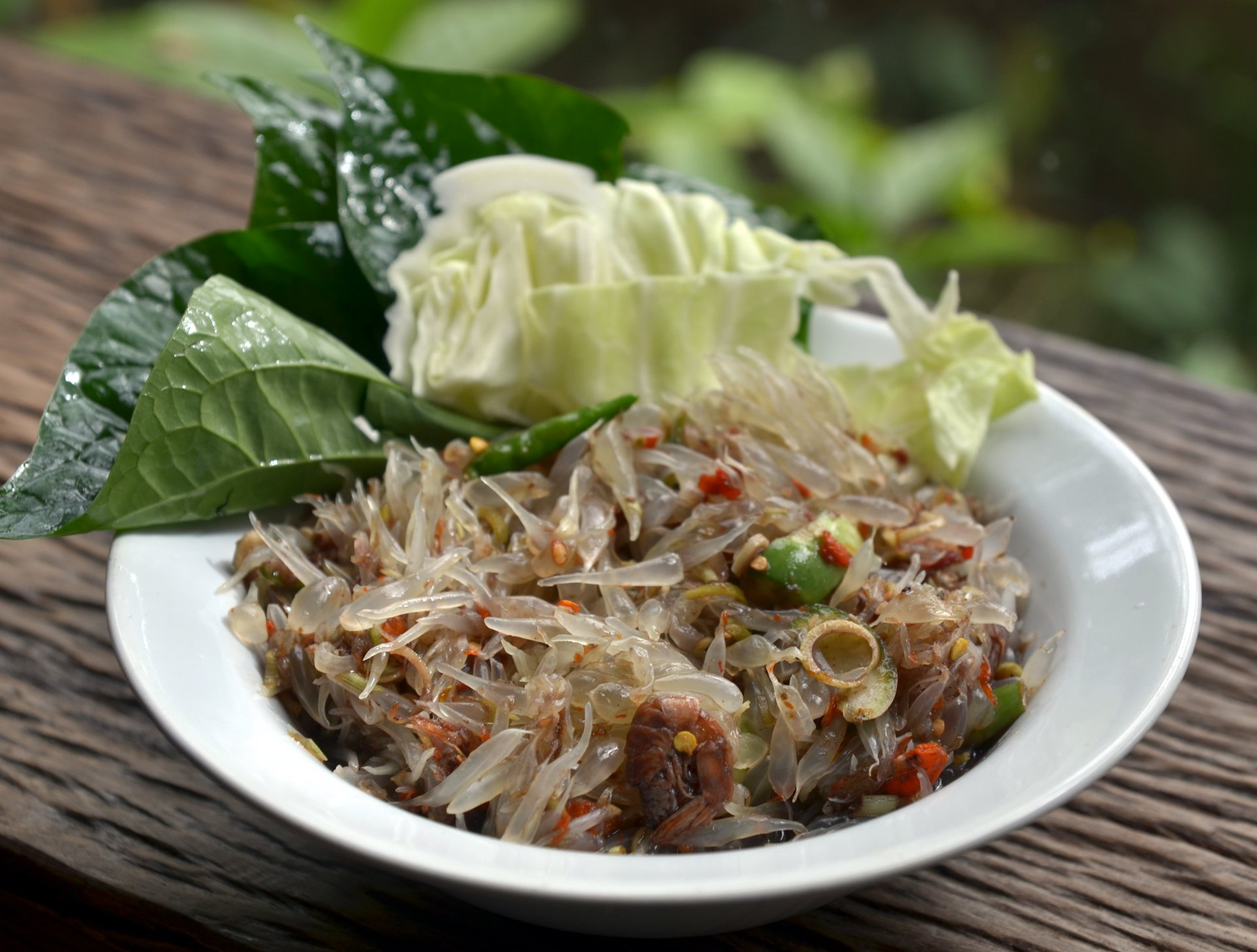
Там сом-о нам пу: гострий тайський салат з помело з крабовим екстрактом

### Взаємодія з ліками
Помело, хоча само по собі не токсичне, може викликати небажані взаємодії, подібні до тих, що спричиняє грейпфрут, з широким спектром рецептурних препаратів. Вони виникають через пригнічення опосередкованого цитохром P450 метаболізму рецептурних препаратів, включаючи, наприклад, деякі антигіпертензивні, деякі антикоагулянти, деякі протиракові препарати, деякі протиінфекційні засоби, деякі статини та деякі імуносупресанти.

## Вирощування
Насіння помело є моноембріонним, що дає паростки з генами обох батьків, але вони зазвичай подібні до дерева, з якого виросли, і тому помело в Азії зазвичай вирощують з насіння. Насіння можна зберігати 80 днів при температурі 5 °C (41 °F) з помірною відносною вологістю. Citrus maxima зазвичай прищеплюють на інші підщепи цитрусових за межами Азії для отримання дерев, ідентичних батьківському; високоякісні сорти розмножують повітряним відводком або окуліруванням на відібрані підщепи. Данґюджа є негібридним сортом.

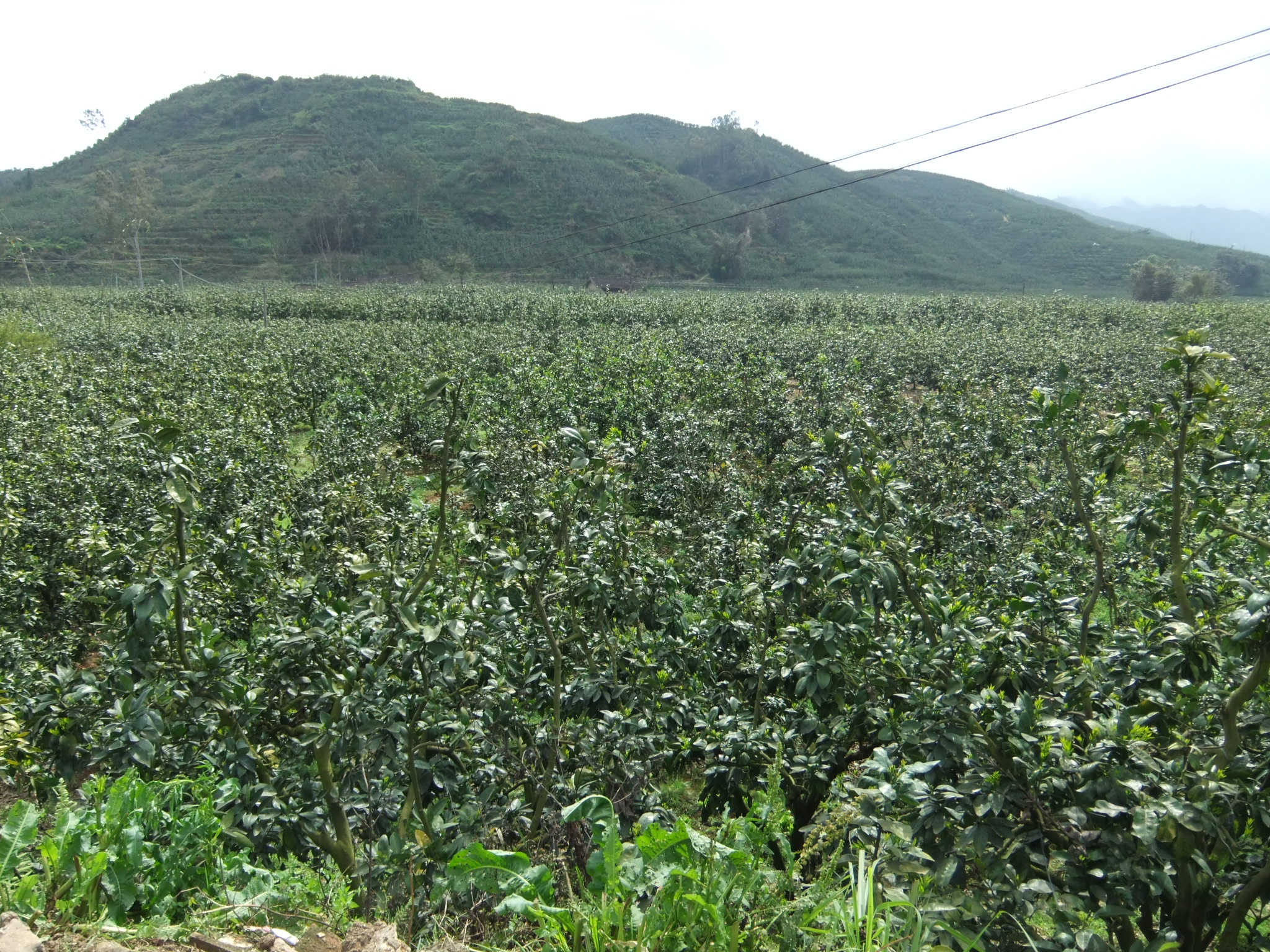
Фуцзянський повіт Пінхе славиться в Китаї своїми помело
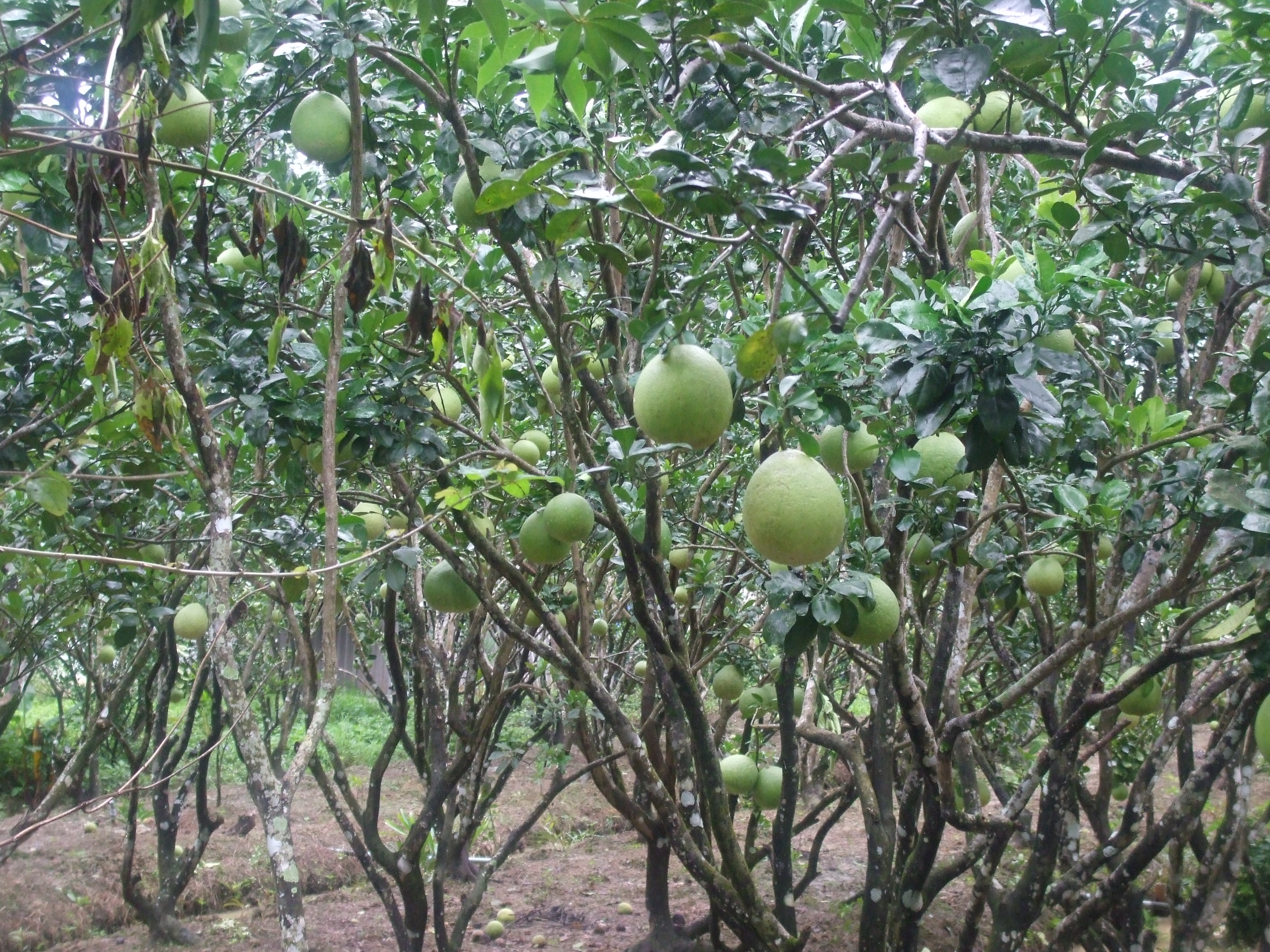
Сад

## Різновиди помело
- Khao horn. Колір — жовтувато-зелений. М'якуш — білий і солодкий.
- Khao namphung. Грушоподібна форма. Жовтувато-зелена шкірка. М'якуш — жовтувато-білого кольору, солодкий.
- Khao paen. Форма — сплюснута куля. Жовтувато-зелена шкірка. Білий м'якуш, кислуватий присмак.
- Khao phuang. Грушоподібна форма. Зеленувато-жовта шкірка. Жовтувато-білий, кисло-солодкий м'якуш.
- Thongdi. Куляста форма. Темно-зелена шкірка. М'якуш — рожевий і солодкий.

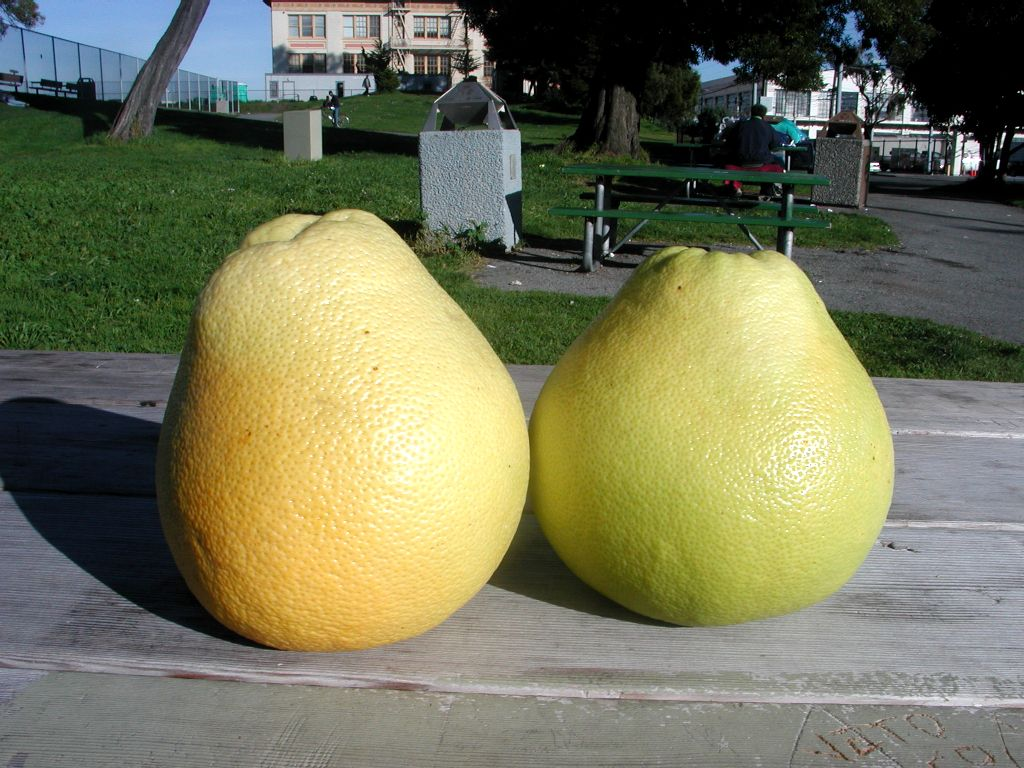
Помело
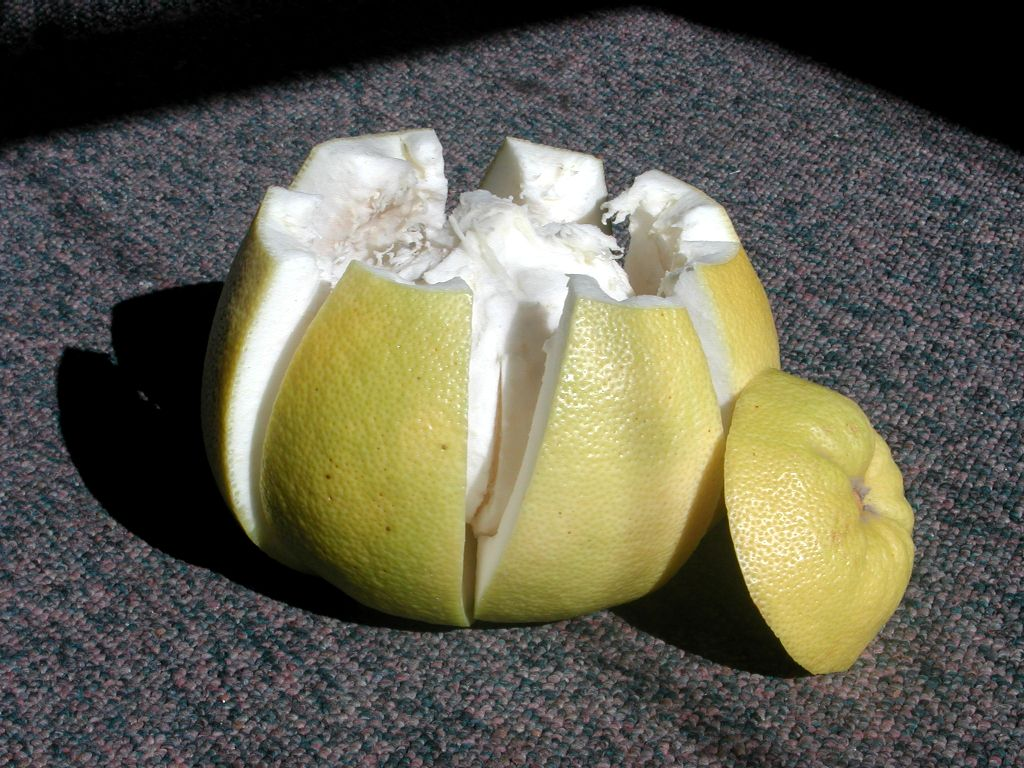
Розрізане помело
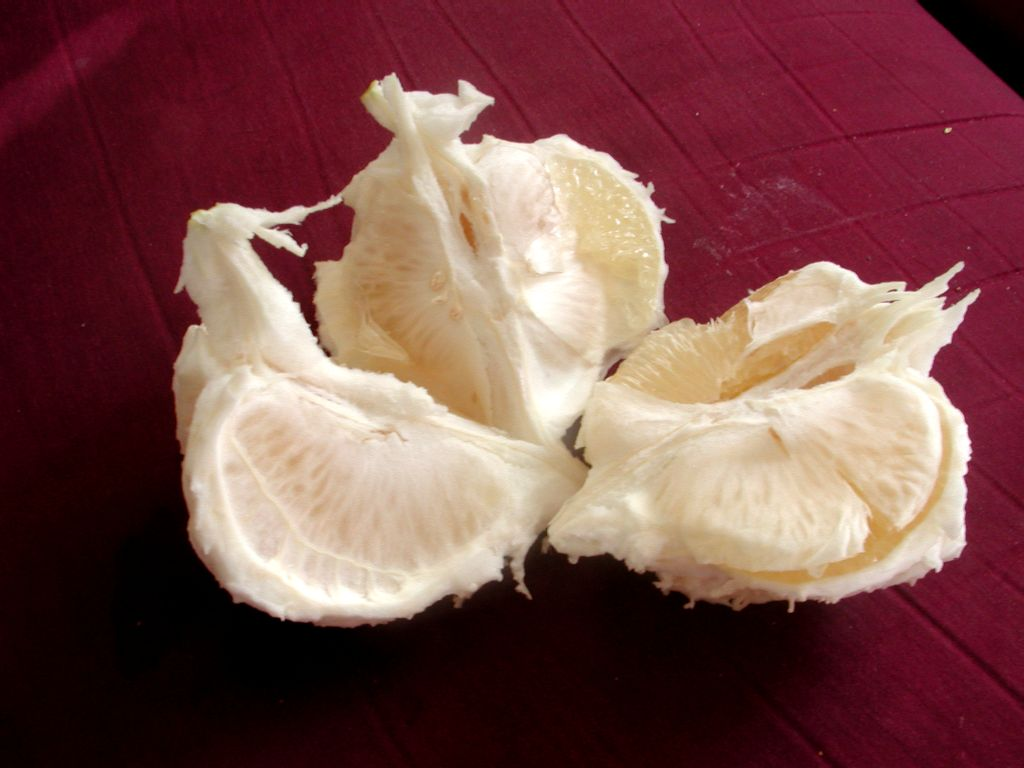
Розділене на дольки
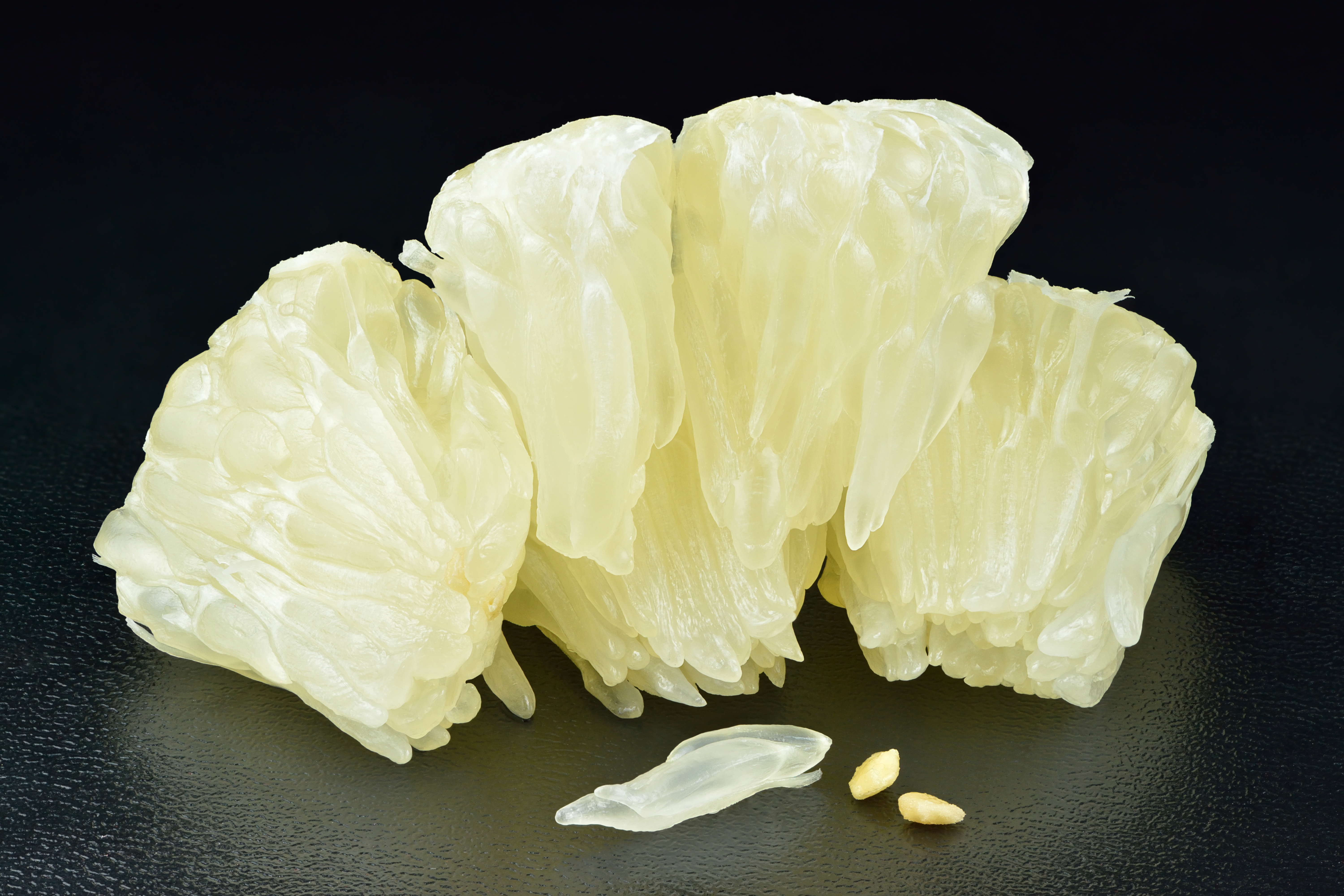
М'якуш плоду
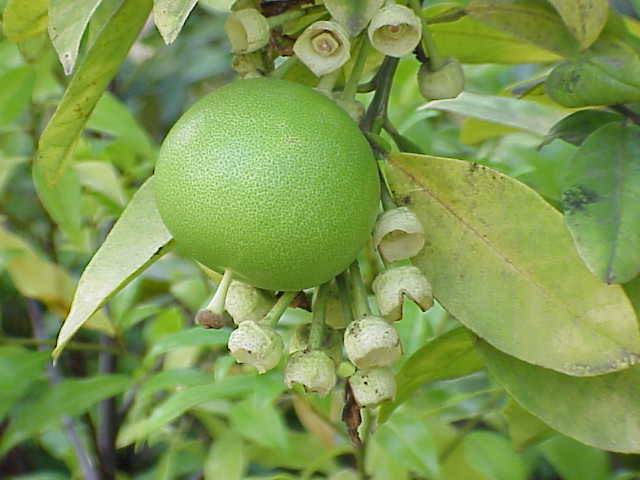
Помело на дереві
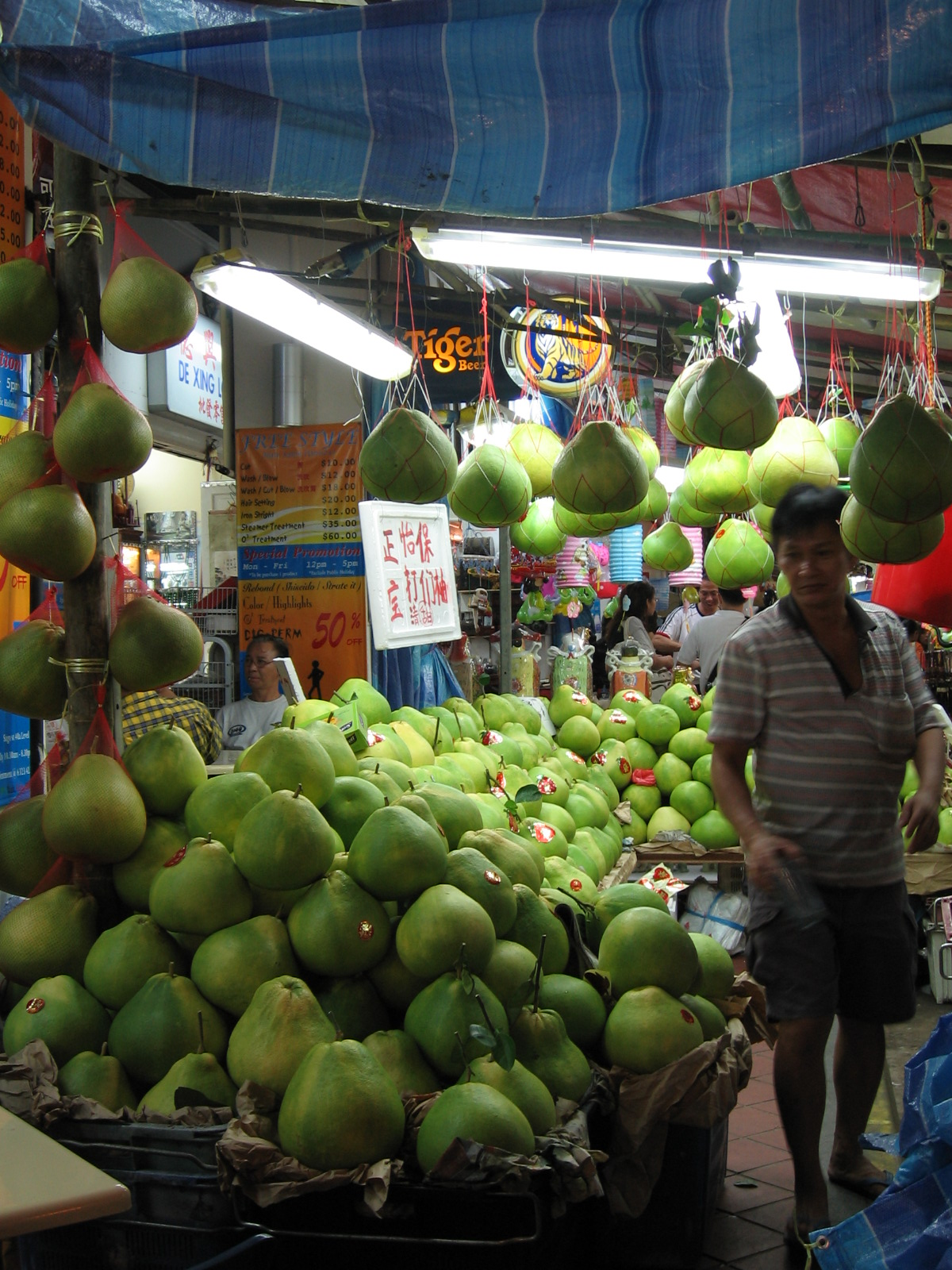
Продаж помело в китайському районі Сінгапура